# Kramer (Nederland)
Kramer is een Nederlands merk van motorfietsen. Dit Nederlandse bedrijf bouwde omstreeks 2006 zijn eerste motorblok, dat geschikt was voor Tomos en Puch. Deze konden geleverd worden met luchtgekoelde twee-taktcilinders van 50cc, 70cc en 90cc inhoud. In dezelfde periode startte men met de ontwikkeling en productie van klant specifieke expansie-uitlaten.
Kramer richtte zich slechts korte tijd op de productie van motorfietsen op basis van Tomos modellen, het heeft enkel prototypes/competitie modellen gepresenteerd. Daarna hield het bedrijf zich voornamelijk bezig met motorische Tomos-tuning voor de zogenaamde aftermarket.

## Duitsland
In Duitsland worden motorfietsen gemaakt onder de naam 
Kramer, Kramer in Nederland is echter op geen enkele manier verbonden met deze naamgenoot.